# Campionato sudamericano di rugby 1991
Il campionato sudamericano di rugby 1991 (in spagnolo Sudamericano de Rugby 1991; in portoghese Campeonato Sul-Americano de Rugby de 1991) fu il 17º campionato continentale del Sudamerica di rugby a 15.
Per la prima volta senza sede fissa, si tenne dal 15 agosto al 1º ottobre 1991 e fu vinto dall'Argentina al suo sedicesimo successo, quinto consecutivo.
L'organizzazione del torneo fu presa in carico dalla neocostituita Confederación Sudamericana de Rugby e, per la prima volta, non ebbe un Paese organizzatore: il calendario, infatti, prevedeva incontri presso ogni paese partecipante; il Cile disputò tre incontri su quattro in casa, il Brasile altrettanti in trasferta.
L'Argentina partecipò con una formazione rimaneggiata in quanto i migliori elementi erano destinati alla Coppa del Mondo 1991 che partiva in Inghilterra a inizio ottobre, ma vinse a punteggio pieno l'ennesimo torneo, il sedicesimo totale su diciassette edizioni di campionato.
Il valore delle marcature, come stabilito dall’IRFB nel 1977, era: 4 punti per ciascuna meta (6 se trasformata), 3 punti per la realizzazione di ciascun calcio piazzato, idem per il drop.
Fu l'ultimo campionato a tenersi con tale regole di punteggio perché nel 1992 l'IRFB portò a cinque punti il valore della meta.

## Squadre partecipanti
- Argentina
- Brasile
- Cile
- Paraguay
- Uruguay

## Risultati
| Arbitro: | Eduardo Blengio |

|          |      |                                                 |
|          | mt   | Camardón Cuesta Silva (2) Santamarina Terán (2) |
|          | tr   | Mesón (4)                                       |
| Gili (2) | c.p. | Mesón                                           |
|          | drop | Arbizu                                          |

| Arbitro: | Mariano A. Trumbich |

|                                     |      |             |
| Calandra Saenz Sciarra (2) Silveira | mt   | Lird        |
| Nicola (3)                          | tr   |             |
| Sciarra                             | c.p. | Cabrera (3) |

| Santiago del Cile 19 agosto 1991 | Cile            | 25 – 18 | Paraguay | Prince of Wales C.C.\| Arbitro: \| Esteban Musante \| |
| Arbitro:                         | Esteban Musante |         |          |                                                       |

| Santiago del Cile 21 agosto 1991 | Cile | 23 – 16 | Brasile | Prince of Wales C.C. |

| San Paolo 7 settembre 1991 | Brasile | 0 – 34 | Paraguay | Stadio dello S.P.A.C. |

| Arbitro: | Enrique Cazenave |

|           |      |                               |
| Pinto (2) | mt   | Calandra Cat Nicola Ormaechea |
| Gili (2)  | tr   | Nicola (3)                    |
| Gili (2)  | c.p. | Nicola                        |
|           | drop | Cat (2) Ubilla                |

| Arbitro: | Miguel Ángel Mugica |

|                           |      |         |
| Buabse Damioli Salvat (2) | mt   | Sciarra |
| Mendez (2)                | tr   | Nicola  |
| Mendez (4)                | c.p. | Ubilla  |

| Arbitro: | Claudio Burt |

|                                  |      |        |
| Bordaberry Ormaechea (4) Sciarra | mt   | Pomeca |
| Nicola (5)                       | tr   |        |
| Nicola                           | c.p. | Pomeca |

| Arbitro: | Alvarenga |

|                        |      |                                            |
| Green Núñez Lesme      | mt   | Damioli Garzón Herrera Pittinari Rossi (2) |
|                        | tr   | Mendez (2)                                 |
| Green (2) Matiauda (2) | c.p. | Mendez (3)                                 |

| Arbitro: | Eduardo Blengio |

|                                                                                     |      |            |
| Buabse Etchegoyen (2) Garzón Marguery (2) Mendy (4) Rocca Rossi Tolomei (4) tecnica | mt   |            |
| Mendez (8)                                                                          | tr   |            |
|                                                                                     | c.p. | Segato (2) |

## Classifica
| Pos | Squadra   | G | V | N | P | PF  | PS  | DP   | Pt |
| --- | --------- | - | - | - | - | --- | --- | ---- | -- |
| 1   | Argentina | 4 | 4 | 0 | 0 | 194 | 31  | +163 | 8  |
| 2   | Uruguay   | 4 | 3 | 0 | 1 | 109 | 70  | +39  | 6  |
| 3   | Cile      | 4 | 2 | 0 | 2 | 72  | 109 | −37  | 4  |
| 4   | Paraguay  | 4 | 1 | 0 | 3 | 75  | 91  | −16  | 2  |
| 5   | Brasile   | 4 | 0 | 0 | 4 | 29  | 178 | −149 | 0  |